# نيقولاي سيدوروف
نيقولاي سيدوروف (بالروسية: Сидоров, Николай Сергеевич)‏ هو مدرب كرة قدم ولاعب كرة قدم روسي في مركز الوسط، ولد في 5 نوفمبر 1974 في كالوغا في روسيا. لعب مع شينيك ياروسلافل.